# Red Bull Racing RB16B
De Red Bull RB16B is een Formule 1-auto waarmee Red Bull Racing aan het seizoen 2021 deelnam. Het is wegens kostenbesparingen hetzelfde chassis als de RB16 uit 2020. De motor van deze auto wordt geleverd door Honda en is de laatste Red Bull met een motor van deze leverancier omdat Honda zich terugtrekt als motorleverancier. Met de RB16B won Max Verstappen op 12 december 2021 het coureurskampioenschap Formule 1 in 2021 door in de laatste ronde van de Grand Prix van Abu Dhabi zijn directe concurrent, Lewis Hamilton, in te halen.

## Resultaten
| Kleur  | Resultaat                              |
| ------ | -------------------------------------- |
| Goud   | Winnaar                                |
| Zilver | Tweede plaats                          |
| Brons  | Derde plaats                           |
| Groen  | Gefinisht (punten behaald)             |
| Blauw  | Gefinisht (geen punten behaald)        |
| Blauw  | Niet geklasseerd (NC)                  |
| Paars  | Uitgevallen (DNF)                      |
| Rood   | Niet gekwalificeerd (DNQ)              |
| Zwart  | Gediskwalificeerd (DSQ)                |
| Wit    | Niet gestart (DNS)                     |
| Blanco | Gewond (INJ)                           |
| Blanco | Uitgesloten (EX)                       |
| Blanco | Teruggetrokken (WD) / Niet deelgenomen |
| P      | Poleposition                           |
| S      | Snelste ronde                          |

| Jaar | Chassis en banden | Motor        | Coureurs       | 1   | 2   | 3   | 4   | 5   | 6    | 7   | 8   | 9   | 10     | 11  | 12   | 13  | 14     | 15  | 16  | 17  | 18  | 19  | 20  | 21  | 22  | Punten | WK-plaats |
| ---- | ----------------- | ------------ | -------------- | --- | --- | --- | --- | --- | ---- | --- | --- | --- | ------ | --- | ---- | --- | ------ | --- | --- | --- | --- | --- | --- | --- | --- | ------ | --------- |
| 2021 | RB16B P           | Honda RA621H |                | BHR | EMI | POR | SPA | MON | AZE  | FRA | STI | OOS | GBR    | HON | BEL‡ | NED | ITA    | RUS | TUR | VST | MXS | SAP | QAT | SAR | ABU | 585½   | Zilver    |
| 2021 | RB16B P           | Honda RA621H | Max Verstappen | 2P  | 1   | 2   | 2S  | 1   | 18†S | 1PS | 1P  | 1PS | *1DNFP | 9   | 1P   | 1P  | *2DNFP | 2   | 2   | 1P  | 1   | *2  | 2S  | 2   | 1PS | 585½   | Zilver    |
| 2021 | RB16B P           | Honda RA621H | Sergio Pérez   | 5   | 11  | 4   | 5   | 4   | 1    | 3   | 4   | 6   | 16S    | DNF | 19   | 8   | 5      | 9   | 3   | 3   | 3   | 4S  | 4   | DNF | 15† | 585½   | Zilver    |

- *1 Winnaar van de sprintkwalificatie.
- *2 Tweede in de sprintkwalificatie.
- ‡ Halve punten werden toegekend tijdens de GP van België omdat er minder dan 75% van de wedstrijd was afgelegd door hevige regenval.
- † Uitgevallen maar wel geklasseerd omdat er meer dan 90% van de raceafstand werd afgelegd.